# VX-31
Air Test and Evaluation Squadron 31 (VX-31 o AIRTEVRON THREE ONE, comunemente indicato con il suo soprannome, The Dust Devils) è uno squadrone di test e valutazione aerea della Marina degli Stati Uniti con sede presso la Naval Air Weapons Station China Lake, California. Usando il codice di coda DD, pilotano numerosi aerei ed elicotteri ad ala fissa della Marina degli Stati Uniti e del Corpo dei Marines degli Stati Uniti.